# Olympische Sommerspiele 1964/Leichtathletik – 5000 m (Männer)
Der 5000-Meter-Lauf der Männer bei den Olympischen Spielen 1964 in Tokio wurde am 16. und 18. Oktober 1964 im Olympiastadion Tokio ausgetragen. 48 Athleten nahmen teil.
Olympiasieger wurde der US-Amerikaner Bob Schul. Er gewann vor dem Deutschen Harald Norpoth und Bill Dellinger aus den USA.
Läufer aus Österreich, der Schweiz und Liechtenstein nahmen nicht teil. Neben Silbermedaillengewinner Norpoth gingen zwei weitere Deutsche an den Start. Lutz Philipp und Manfred Letzerich scheiterten jedoch in ihren Vorläufen.

## Bestehende Rekorde
| Weltrekord         | 13:35,0 min | Wolodymyr Kuz ( Sowjetunion) | Rom, Italien                    | 13. Oktober 1957  |
| Olympischer Rekord | 13:39,6 min | Wolodymyr Kuz ( Sowjetunion) | Finale OS Melbourne, Australien | 28. November 1956 |

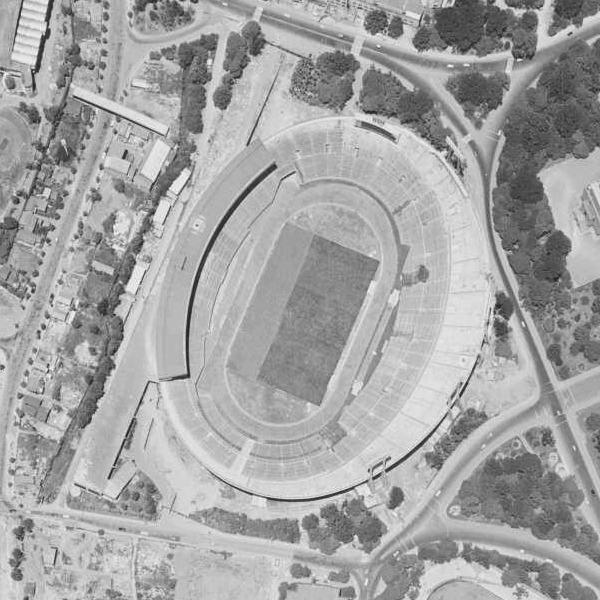
Luftaufnahme des Olympiastadions im Jahr 1963

Die fünf Rennen hier in Tokio waren durchweg auf ein Spurtfinish ausgerichtet. So wurde der bestehende olympische Rekord nicht erreicht. Ron Clarke – im Finale auf Platz neun – fehlten im schnellsten Rennen, dem vierten Vorlauf, 8,8 Sekunden zum Olympia- und 13,4 Sekunden zum Weltrekord. Der US-amerikanische Olympiasieger Bob Schul war im Finale noch einmal um vier Zehntelsekunden langsamer.

## Durchführung des Wettbewerbs
Die Athleten traten am 16. Oktober zu insgesamt vier Vorläufen an. Die jeweils besten drei Starter – hellblau unterlegt – qualifizierten sich für das Finale am 18. Oktober.

## Zeitplan
16. Oktober, 15:00 Uhr: Vorläufe

18. Oktober, 16:05 Uhr: Finale
Anmerkung: Alle Zeiten sind in Ortszeit Tokio (UTC + 9) angegeben.

## Vorläufe
Datum: 16. Oktober 1964, ab 15:00 Uhr
Wetterbedingungen: klar, ca. 20 °C, Luftfeuchtigkeit 43–48 %

### Vorlauf 1

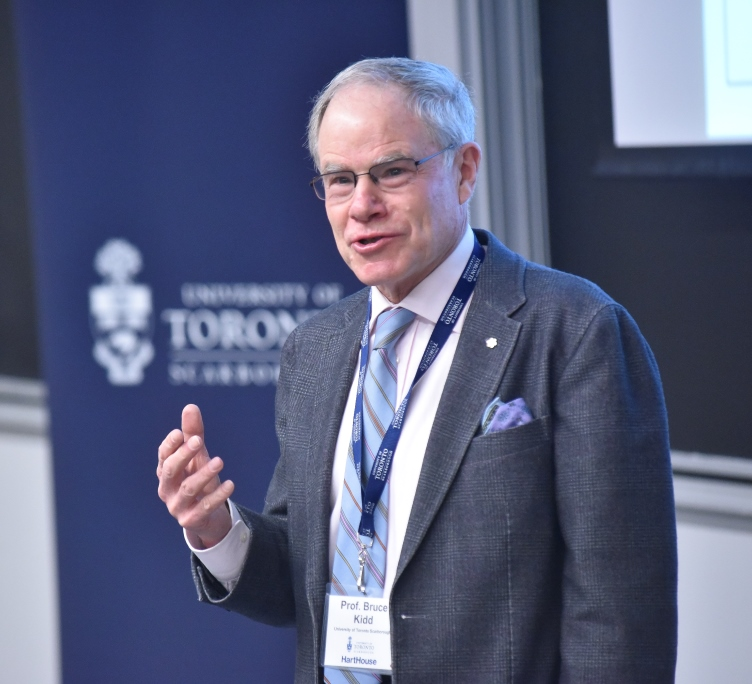
Bruce Kidd, späterer Historiker und Wissenschaftsmanager (hier im Jahr 2015) – ausgeschieden als Neunter des ersten Vorlaufs

| Platz | Name                | Nation         | Zeit        |
| ----- | ------------------- | -------------- | ----------- |
| 1     | Michel Jazy         | Frankreich     | 13:55,4 min |
| 2     | Bill Baillie        | Neuseeland     | 13:55,4 min |
| 3     | Stepan Baidjuk      | Sowjetunion    | 14:00,2 min |
| 4     | Andrei Barabaș      | Rumänien       | 14:00,2 min |
| 5     | Tony Cook           | Australien     | 14:02,4 min |
| 6     | John Herring        | Großbritannien | 14:07,2 min |
| 7     | Muharrem Dalkılıç   | Türkei         | 14:12,0 min |
| 8     | Lutz Philipp        | Deutschland    | 14:15,2 min |
| 9     | Bruce Kidd          | Kanada         | 14:21,8 min |
| 10    | Janós Pintér        | Ungarn         | 14:41,0 min |
| 11    | Jean Randrianjatovo | Madagaskar     | 15:50,4 min |
| DNS   | Gaston Roelants     | Belgien        |             |
| DNS   | Pascal Mfyomi       | Tansania       |             |

### Vorlauf 2

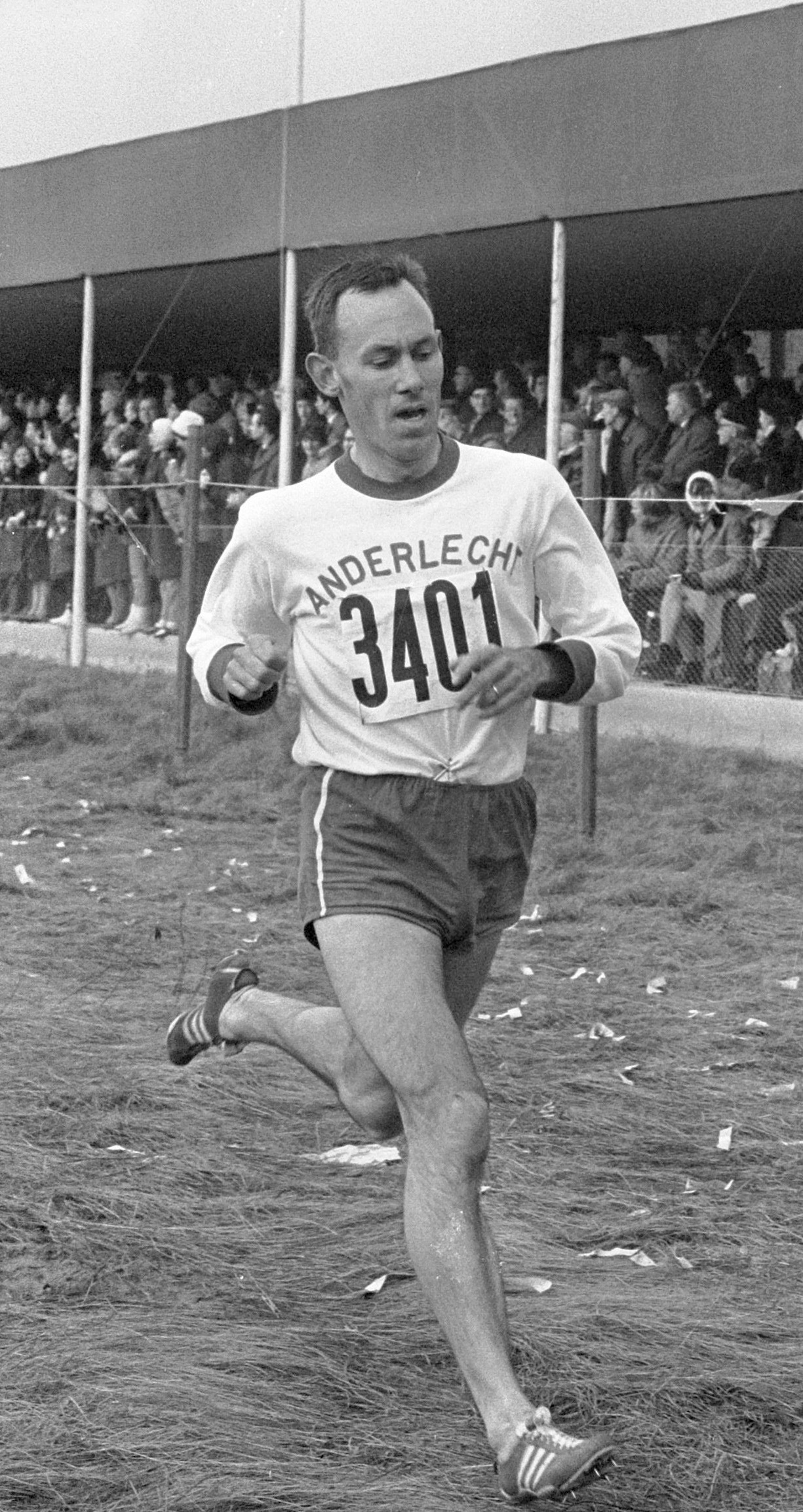
Eugène Allonsius – ausgeschieden als Sechster des zweiten Vorlaufs

| Platz | Name                 | Nation         | Zeit        |
| ----- | -------------------- | -------------- | ----------- |
| 1     | Mike Wiggs           | Großbritannien | 13:51,0 min |
| 2     | Bill Dellinger       | USA            | 13:52,2 min |
| 3     | Thor Helland         | Norwegen       | 13:52,4 min |
| 4     | Lech Boguszewicz     | Polen          | 13:52,8 min |
| 5     | Kęstutis Orentas     | Sowjetunion    | 13:54,0 min |
| 6     | Eugène Allonsius     | Belgien        | 13:55,0 min |
| 7     | Jean Vaillant        | Frankreich     | 14:05,8 min |
| 8     | Manfred Letzerich    | Deutschland    | 14:06,2 min |
| 9     | Thomas O’Riordan     | Irland         | 14:08,8 min |
| 10    | Jørgen Dam           | Dänemark       | 14:20,4 min |
| 11    | Albie Thomas         | Australien     | 14:27,8 min |
| 12    | Fernando Aguilar     | Spanien        | 14:29,2 min |
| 13    | Álvaro Mejía         | Kolumbien      | 14:41,4 min |
| DNS   | Ibrahim Yazdan Panah | Iran           |             |

### Vorlauf 3

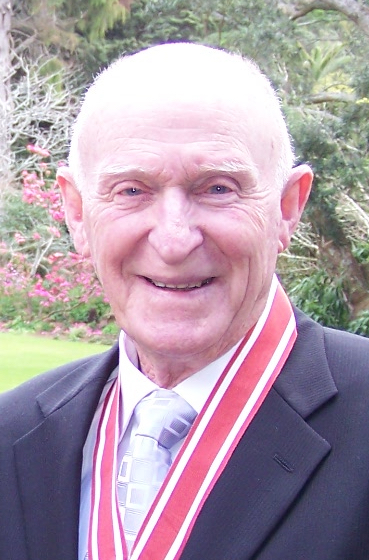
Murray Halberg (hier im Jahr 2008) – 1960 Olympiasieger – ausgeschieden als Vierter des dritten Vorlaufs
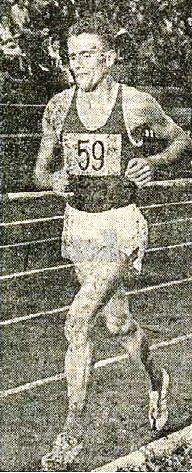
Franc Červan – ausgeschieden als Siebter des dritten Vorlaufs
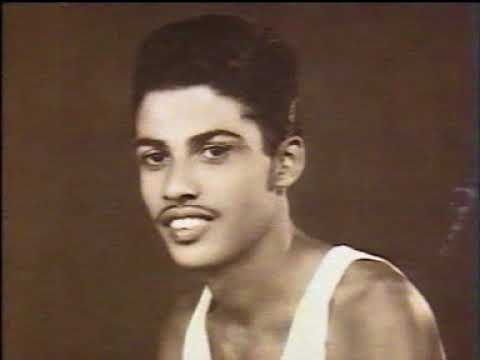
Ranatunge Karunananda – ausgeschieden als Zwölfter des dritten Vorlaufs

| Platz | Name                  | Nation           | Zeit        |
| ----- | --------------------- | ---------------- | ----------- |
| 1     | Mohamed Gammoudi      | Tunesien         | 14:10,2 min |
| 2     | Bob Schul             | USA              | 14:11,4 min |
| 3     | Harald Norpoth        | Deutschland      | 14:11,6 min |
| 4     | Murray Halberg        | Neuseeland       | 14:12,0 min |
| 5     | Josef Tomáš           | Tschechoslowakei | 14:12,6 min |
| 6     | Bengt Nåjde           | Schweden         | 14.13,4 min |
| 7     | Franc Červan          | Jugoslawien      | 14:16,6 min |
| 8     | Simo Saloranta        | Finnland         | 14:24,6 min |
| 9     | Lajos Mecser          | Ungarn           | 14:35,4 min |
| 10    | Jean Fayolle          | Frankreich       | 14:44,6 min |
| 11    | Somsak Keaokanta      | Thailand         | 16:08,8 min |
| 12    | Ranatunge Karunananda | Ceylon           | 16:22,2 min |
| 13    | Nguyễn Văn Lý         | Südvietnam       | 17:28,0 min |

### Vorlauf 4

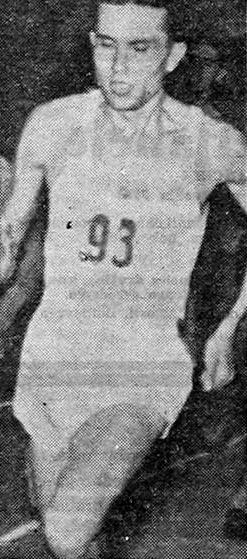
Simo Važić – ausgeschieden als Neunter des vierten Vorlaufs
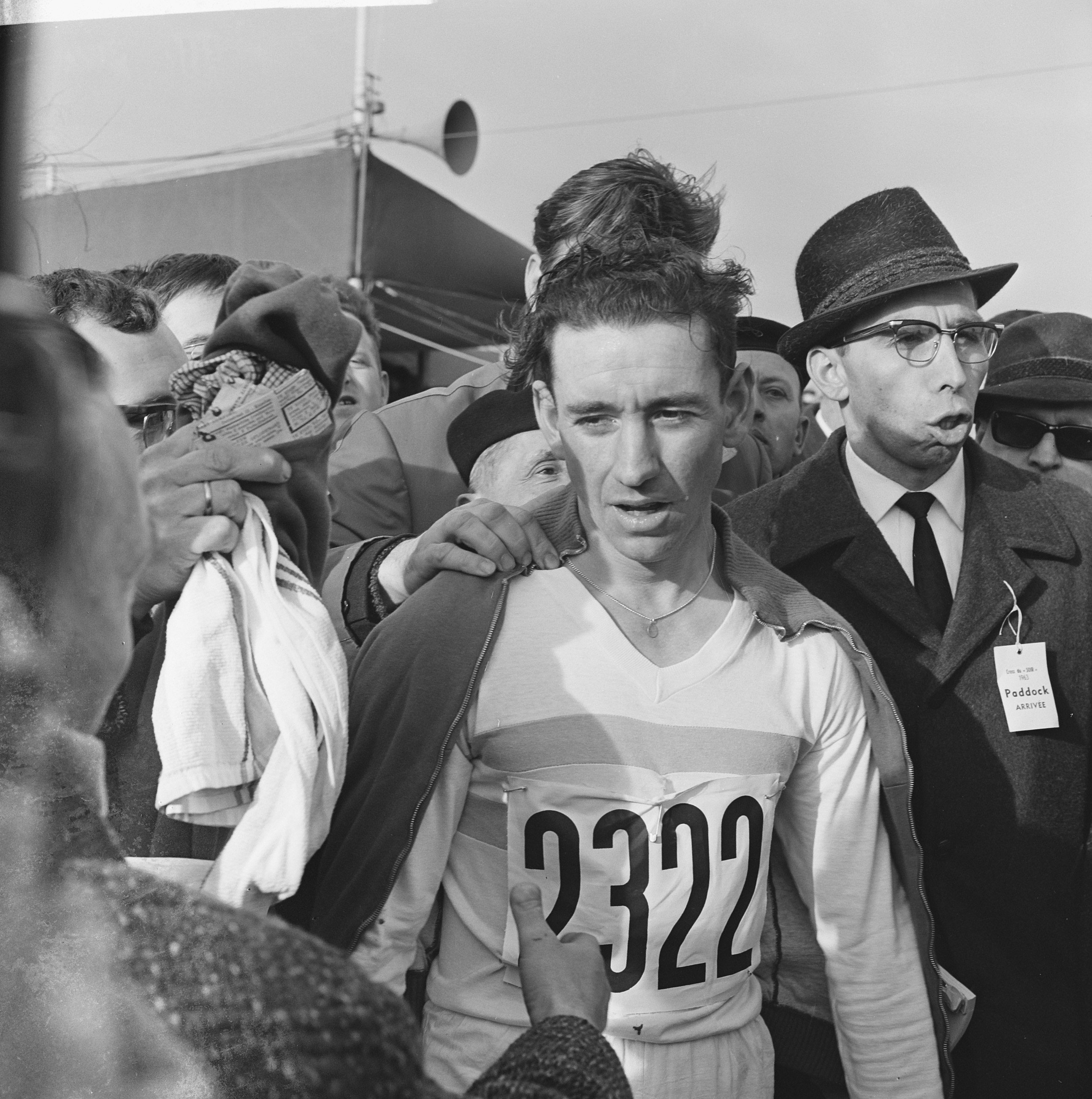
Henri Clerckx – ausgeschieden als Zehnter des vierten Vorlaufs

| Platz | Name                | Nation         | Zeit        |
| ----- | ------------------- | -------------- | ----------- |
| 1     | Ron Clarke          | Australien     | 13:48,4 min |
| 2     | Kipchoge Keino      | Kenia          | 13:49,6 min |
| 3     | Nikolai Dutow       | Sowjetunion    | 13:50,6 min |
| 4     | Francisco Aritmendi | Spanien        | 14:05,0 min |
| 5     | Sven-Olov Larsson   | Schweden       | 14:10,2 min |
| 6     | Satsuo Iwashita     | Japan          | 14:18,4 min |
| 7     | Derek Graham        | Großbritannien | 14:21,6 min |
| 8     | Oscar Moore         | USA            | 14:24,0 min |
| 9     | Simo Važić          | Jugoslawien    | 14:33,8 min |
| 10    | Henri Clerckx       | Belgien        | 14:40,0 min |
| 11    | Neville Scott       | Neuseeland     | 15:01,0 min |
| DNS   | Mamo Wolde          | Äthiopien      |             |
| DNS   | Ben Assou El-Ghazi  | Marokko        |             |
| DNS   | Manuel Oliveira     | Portugal       |             |

## Finale

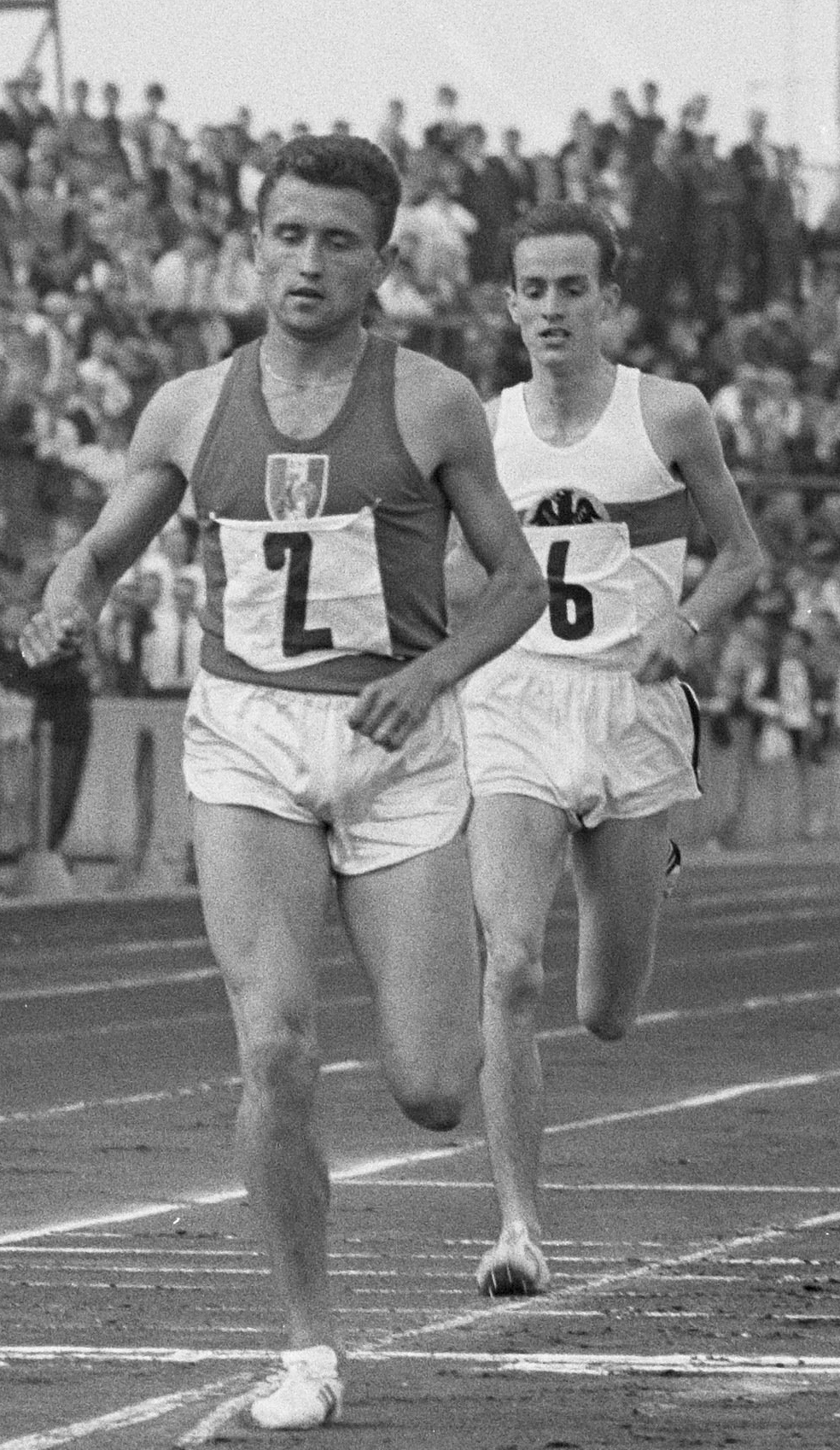
Harald Norpoth (an zweiter Stelle in einem Rennen 1963) – Silbermedaille
Michel Jazy – Rang vier

Datum: 18. Oktober 1964, 16:05 Uhr
Wetterbedingungen: sehr regnerisch, ca. 13 °C, Luftfeuchtigkeit ca. 97 %
| Platz | Name             | Nation         | Zeit        |
| ----- | ---------------- | -------------- | ----------- |
| 1     | Bob Schul        | USA            | 13:48,8 min |
| 2     | Harald Norpoth   | Deutschland    | 13:49,6 min |
| 3     | Bill Dellinger   | USA            | 13:49,8 min |
| 4     | Michel Jazy      | Frankreich     | 13:49,8 min |
| 5     | Kipchoge Keino   | Kenia          | 13:50,4 min |
| 6     | Bill Baillie     | Neuseeland     | 13:51,0 min |
| 7     | Nikolai Dutow    | Sowjetunion    | 13:53,8 min |
| 8     | Thor Helland     | Norwegen       | 13:57,0 min |
| 9     | Ron Clarke       | Australien     | 13:58,0 min |
| 10    | Stepan Baidjuk   | Sowjetunion    | 14:11,2 min |
| 11    | Mike Wiggs       | Großbritannien | 14:20,8 min |
| DNS   | Mohamed Gammoudi | Tunesien       |             |

Als Favoriten über 5000 Meter wurden vor allem drei Läufer gesehen: der Franzose Michel Jazy, der auf seine Teilnahme am 1500-Meter-Lauf verzichtet hatte, um sich ganz auf die längere Strecke zu konzentrieren, der australische Weltrekordler über 10.000 Meter Ron Clarke, dem es allerdings an Spurtkraft mangelte, und der Tunesier Mohamed Gammoudi nach seinem glänzenden Auftritt über 10.000 Meter, als er die Silbermedaille gewann. Darüber hinaus rechnete man mit einem durchaus offenen Rennen, es gab zahlreiche weitere Läufer, denen Fachleute einiges zutrauten, darunter auch der US-Amerikaner Bob Schul und der Brite Mike Wiggs. Gammoudi musste letztlich verletzungsbedingt nach einem überzeugenden Vorlaufsieg auf die Finalteilnahme verzichten. Er sollte bei den nächsten beiden Olympischen Spielen in 1968 in Mexiko-Stadt und 1972 in München noch sehr erfolgreich auftreten.
Das Finalrennen fand bei durchgängigem Regen statt. Zu Anfang führte Clarke, doch die Zwischenzeiten zeigten ein ziemlich schleppendes Tempo an, die ersten 1000 Meter wurden in 2:50,2 min durchlaufen. Vom spurtschwachen Australier hatten Experten ein Temporennen erwartet, um sich abzusetzen oder die Spurtkraft seiner Gegner zu schwächen. Die Führung wechselte ständig, das Tempo blieb schleppend. Dann setzte Clarke doch zu einem Zwischenspurt an, aber er zog nicht durch, das Feld blieb komplett zusammen. die Zwischenzeiten bei 2000 und 3000 Meter lauteten 5:39,4 min (1000-m-Teilzeit: in 2:49,2 min) bzw. 8:22,2 min (1000-m-Teilzeit: in 2:42,8 min). Da waren sogar die 10.000-Meter-Läufer schneller gewesen. Auf den letzten 1000 Metern (2:33,2 min) gab es dann eine erhebliche Tempoverschärfung. Zunächst stürmte der US-Amerikaner Bill Dellinger nach vorne, wurde jedoch bald wieder gestellt. Allerdings war das Feld jetzt weit auseinandergezogen. Wiggs verlor sturzbedingt den Anschluss. Auf der Gegengeraden der Schlussrunde ergriff Jazy die Initiative, es entstand eine große Lücke zu den Verfolgern. Doch das Rennen war noch nicht entschieden. Von hinten setzte als erster der Deutsche Harald Norpoth nach, in der Zielkurve kamen er und Schul dem führenden Franzosen immer näher. Auf der Zielgeraden wurden Jazys Schritte immer kürzer, Schul zog an ihm vorbei zum Olympiasieg. Auch Norpoth spielte seine Spurtkraft aus und gewann die Silbermedaille. Mit dem letzten Schritt verlor Jazy sogar noch Bronze, Dellinger lief an ihm vorbei auf den dritten Platz.
Bob Schul erzielte den ersten US-Olympiasieg auf dieser Strecke.

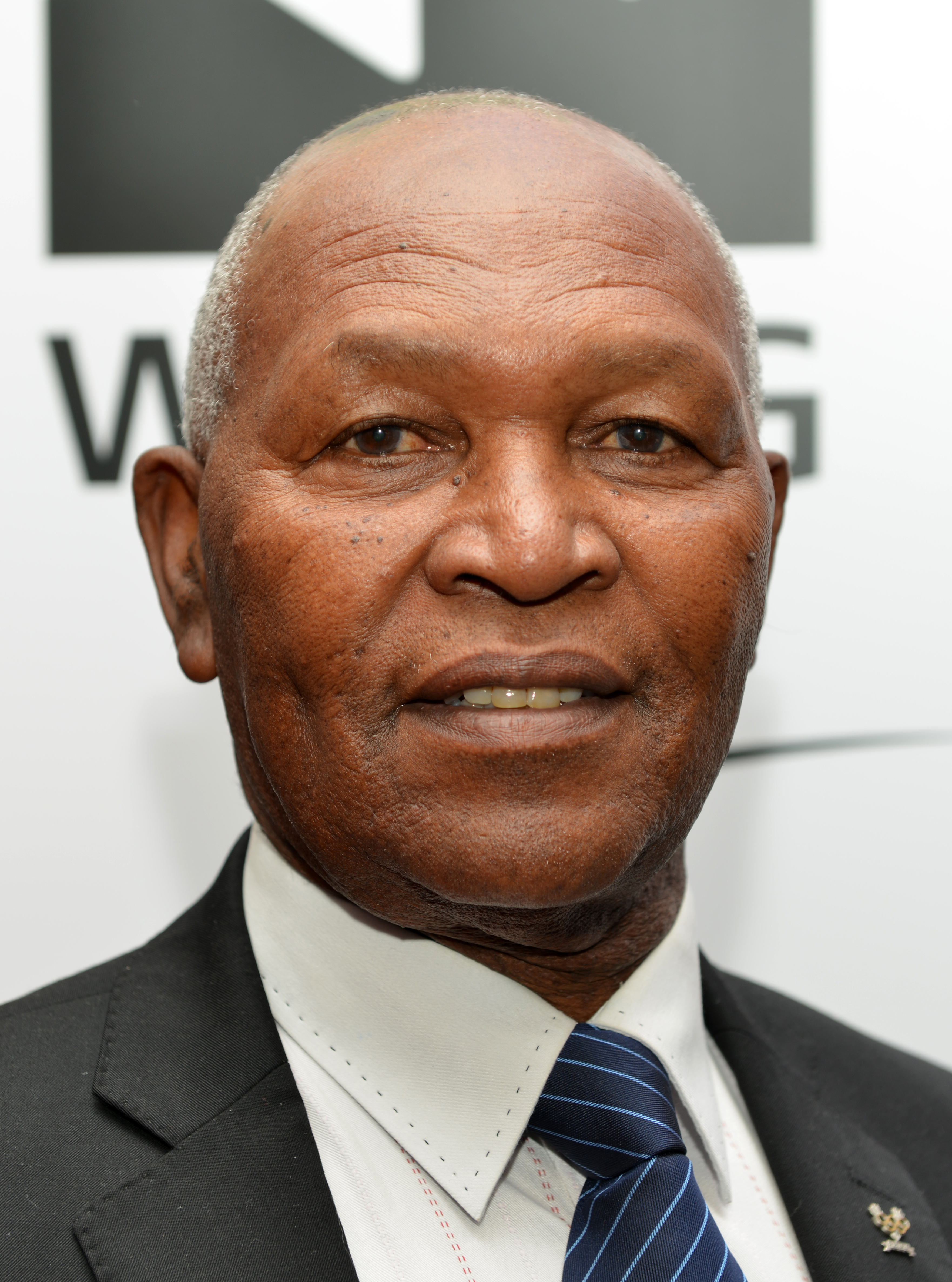
Kipchoge Keino (hier im Jahr 2014) erreichte Platz fünf
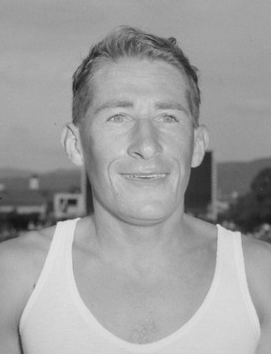
Bill Baillie kam auf den sechsten Platz
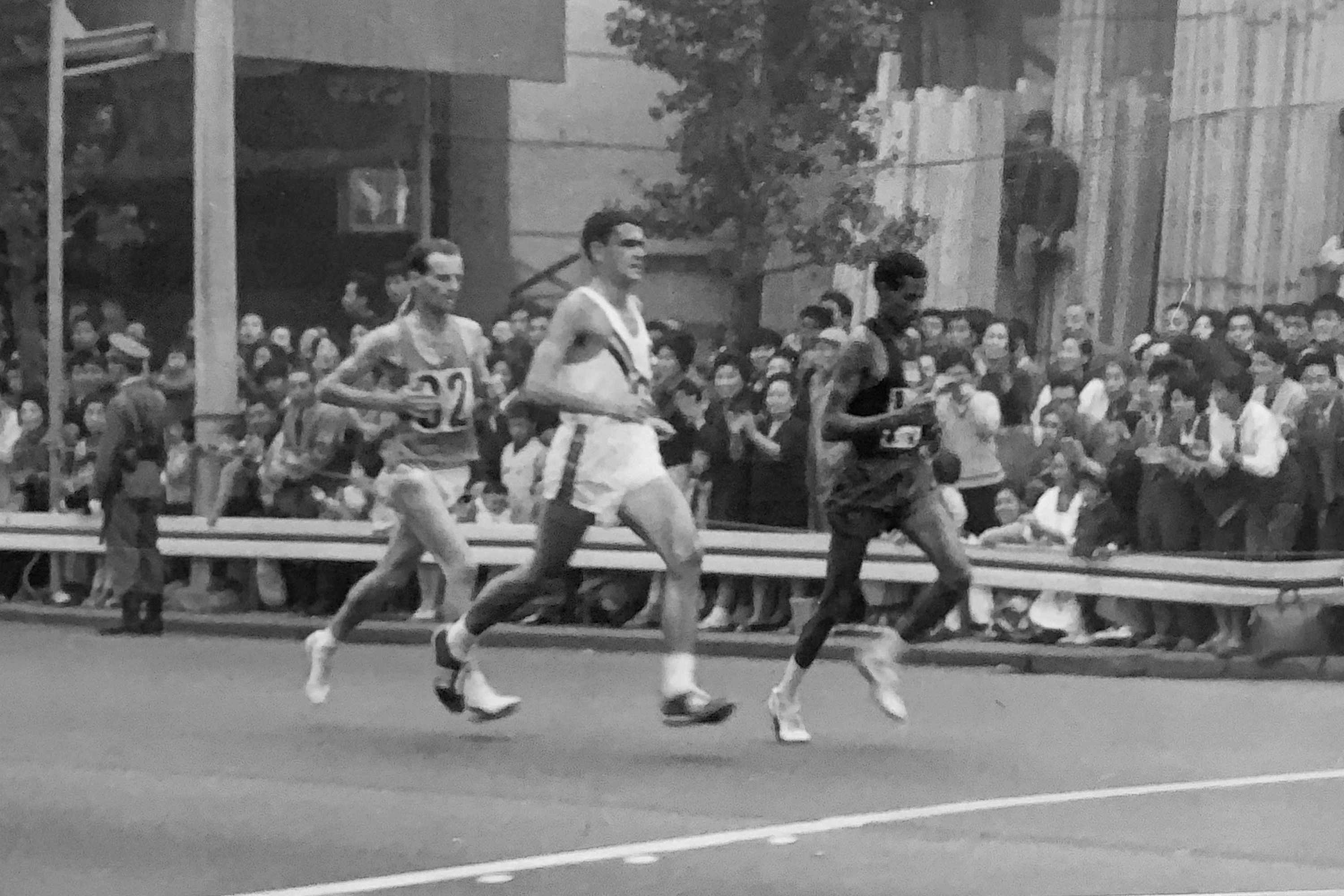
Mitfavorit Ron Clarke (Mitte) belegte Rang neun

## Videolinks
- Legendary Bob Schul - Last 3 laps in 1964 Tokyo Olympic 5km Final, youtube.com, abgerufen am 26. Oktober 2017
- 1964 Olympic 5k, youtube.com, abgerufen am 5. September 2021